# 祁连镇
祁连镇，原为祁连乡，是中华人民共和国甘肃省武威市天祝藏族自治县下辖的一个乡镇级行政单位。2018年3月撤乡设镇。区划代码改为620623140 。

## 行政区划
祁连镇下辖以下地区：
天山村、马场滩村、祁连村、岔山村和石大板村。